# Lambis crocata
Espèce
Lambis crocata est une espèce de mollusques gastéropodes de la famille des Strombidae.

## Philatélie
Ce coquillage figure sur une émission de Wallis-et-Futuna de 1984 (valeur faciale : 22 F).